# ステファニー・アン・ミルズ
ステファニー・アン・ミルズ (Stephanie Anne Mills, 1979年3月7日~) は, カナダの女優。

## 伝記
エドモントンで生まれたミルズは、若い女の子として歌手、ダンサー、女優を目指していました。 2003年、彼女は, ジュリー・アンドリュースと一緒に「Eloise at the Plaza」に出演していました。

## 出演作品
- 6ティーン - クリステン/クローン
- クリーピー - カーラ
- トータル・ドラマ・アイランド - リンゼイとケイティ
- イギーアーバックル - ズープ
- サイドキック - ヴァナグラマ